# Náboj (střelivo)

Schéma pistolového náboje: (1) projektil; (2) nábojnice; (3) střelný prach; (4) dno nábojnice (okraj); (5) zápalka

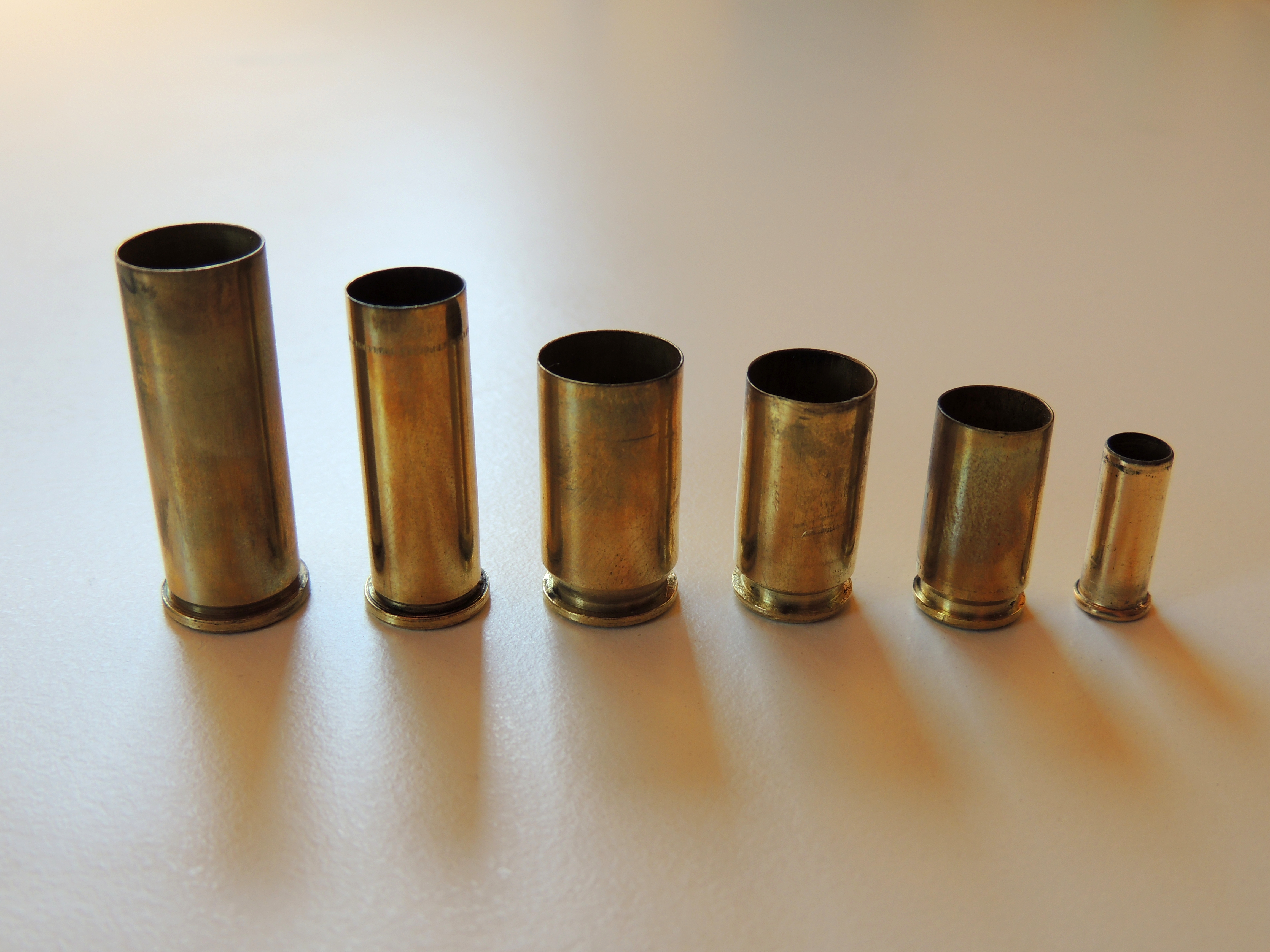
Nábojnice S&B, zprava: 22lr, 9mm Luger, 40 S&W, .45 ACP, .38 Special, .44 Magnum

Náboj je střelivem palných zbraní. Jde o kombinaci projektilu, zápalky a výmetné náplně (např. střelného prachu) umístěnou do nábojnice, typicky kovové.

## Historický vývoj
Jednotné náboje pro palné zbraně, stejně jako mnoho jiných vynálezů, prošly určitým vývojem, ovlivněným technologickým a materiálovým pokrokem. Dlouhá staletí se palné zbraně nabíjely ústím zepředu (předovky). Do hlavně se nasypala odměřená dávka střelného prachu, vložila se ucpávka a nakonec projektil střela, z počátku sférická (koule). Tento způsob nabíjení zbraní prodělal také vývoj směřující ke zrychlení procesu nabíjení, ale nevedl ke zcela uspokojivým výsledkům.
Postupně vzniklo několik konstrukcí jednotných papírových nábojů pro pušky jehlovky (Dreyse, Chassepot) a potom již následovaly pokusné konstrukce kovových nábojů. Jedny z prvních kovových nábojů nebyly v pravém slova smyslu jednotné, chyběla jim totiž zápalka, která se nasazovala na piston, stejně jako u perkusních předovek (Maynard, Burnside).
První opravdu jednotný náboj vyrobil roku 1812 švýcarský puškař působící ve Francii Jean Samuel Pauly s nábojnicí soustruženou z mosazi. Další Francouz, Casimir Lefaucheux, pak v roce 1835 přihlásil patent na náboj s kolíčkovou zápalkou a do třetice Francouz Louis Flobert roku 1849 získal patent na náboje s okrajovým zápalem, které se vyrábějí dodnes. Náboje s okrajovým zápalem mají ale omezené možnosti a tak vývoj směřoval k nábojům se středovým zápalem. Systémů středového zápalu bylo více (Perrin, Benet, Schneider atd.) v současné době se používá hlavně zápalka Boxer a Berdan.
Moderní jednotný náboj se skládá ze čtyř základních komponentů. Je to střela, prachová náplň, zápalka a nábojnice, která to všechno drží pohromadě. Existuje několik typů nábojů, které se vymykají běžným konstrukcím např. beznábojnicové střelivo firmy Heckler & Koch nebo Dardick, elektricky odpalovaná kulovnice Voere, raketové střely Gyrojet a pod. Tyto náboje ale představují nepatrný zlomek celkového počtu vyrobených nábojů a prakticky se žádný z nich neprosadil.

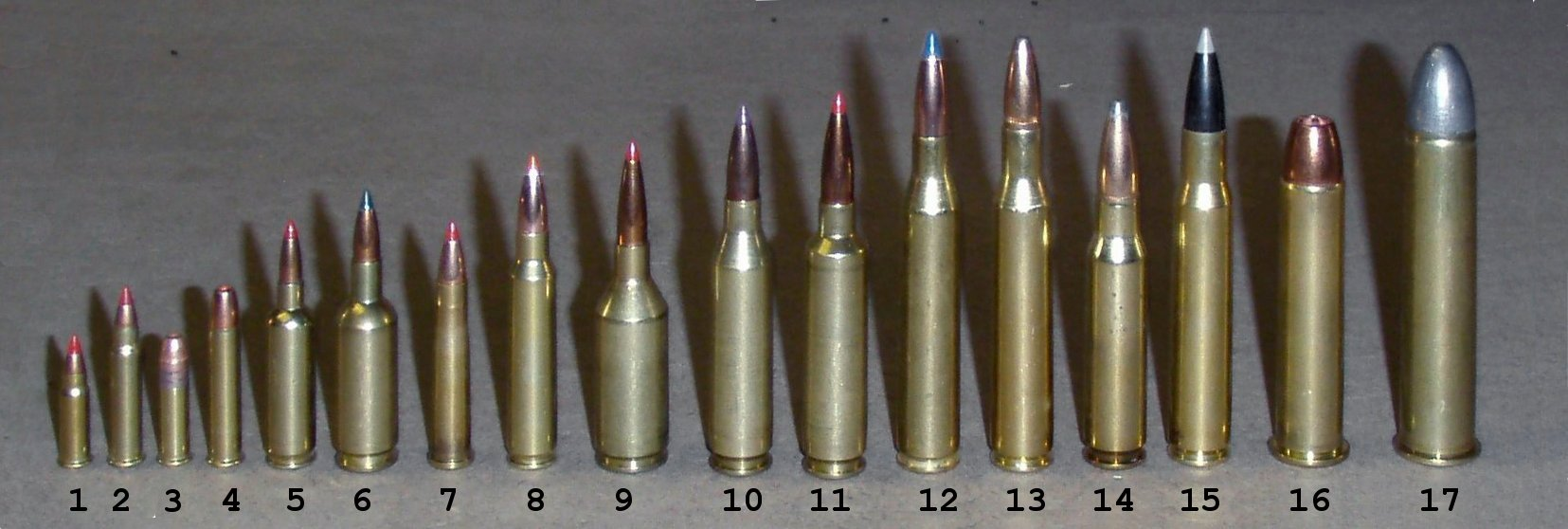
Různé náboje: 1).17 HM2 2) .17 HMR 3) .22LR 4) .22 WMR 5) .17/23 SMc 6) 5mm/35 SMc 7) .22 Hornet 8) .223 Remington 9) .223 WSSM 10) .243 Winchester 11) .243 Winchester Improved (Ackley) 12) .25-06 Remington 13) .270 Winchester 14) .308 Winchester 15) .30-06 Springfield 16) .45-70 Government 17) .50-90 Sharps

## Značení

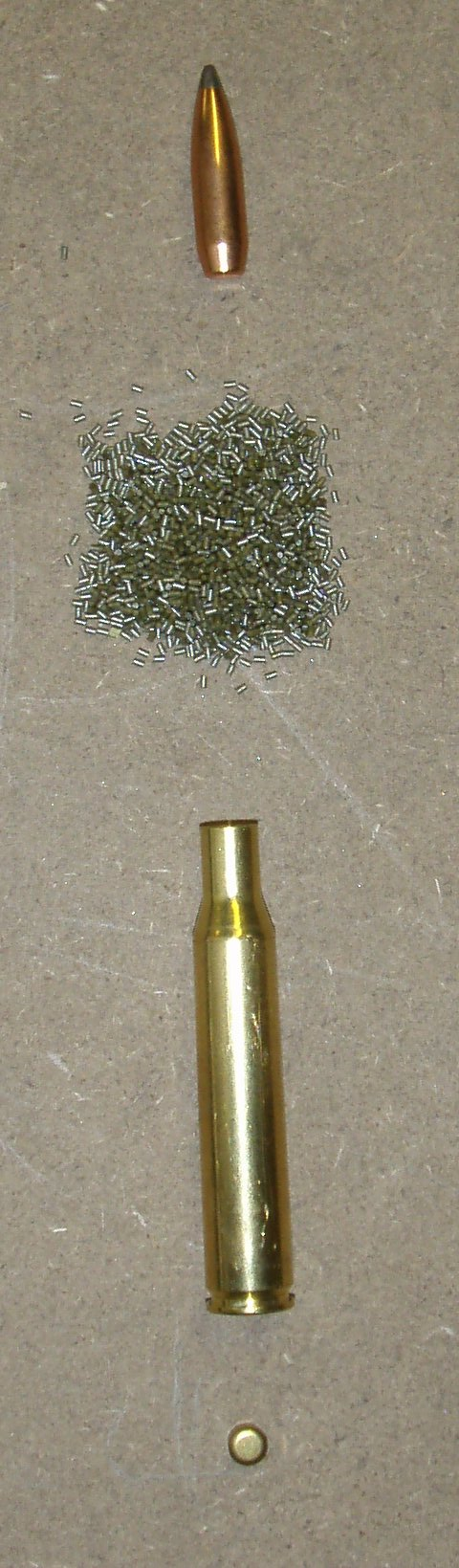
Typické složení puškového náboje

Označení mnoha nábojů nemusí reflektovat rozměr náboje ani zbraně. Označení je pouze standardizované a akceptované pojmenování. Americká organizace SAAMI (Sporting Arms and Ammunition Manufacturers’ Institute) a Evropská C.I.P. (Commission Internationale Permanente pour l'Epreuve des Armes à Feu Portatives) a členové těchto organizací specifikují správné označení nábojů. Označení náboje, správně prezentované, nikdy neobsahuje na začátku desetinnou čárku ani tečku.
Jedná se o běžnou chybu, označovat náboj slovem „kalibr“, např. „kalibr .30-06“. Správný a úplný název pro tento náboj je .30-'06 Springfield. U sportovních zbraní je pouze jediná konzistentní definice pojmu „kalibr“ průměr vrtání. Je mnoho různých nábojů s kalibrem „.30“.
Existují různé varianty značení nábojů. Název někdy reflektuje různé charakteristiky náboje. Například, náboj .308 Winchester používá střelu o průměru 308/1000 palce a byl standardizován firmou Winchester. Naopak, názvy některých nábojů často nelze spojit s žádnými vlastnostmi daného náboje. Například, náboj .218 Bee používá střelu s průměrem 224/1000 palce, střílenou přes vývrt 0,22 palce, atp. Části označení 218 a Bee tohoto náboje reflektují pouze přání těch, kteří jej standardizovali. Je mnoho podobných příkladů: .219 Zipper, .221 Fireball, .222 Remington, .256 Winchester, .280 Remington, .307 Winchester, .356 Winchester.
V případě použití dvou čísel v názvu náboje, druhé číslo může znamenat různé věci. Často první číslo označuje průměr vrtání v milimetrech nebo palcích a druhé číslo označuje délku nábojnice. Například náboj 7.62 × 51 mm NATO označuje průměr vrtání 7,62 mm a délku nábojnice 51 mm. Jeho civilní verze se označuje .308 Winchester.
U starších nábojů, které používaly střelný prach, druhé číslo typicky označuje prachovou náplň v grain jednotkách. Například, náboj .50-90 Sharps má vrtání 0,5 palce a používá prachovou náplň 90 grains (5,83 gramu).
Některé náboje používají označení systémem tří čísel, např. 45-120-3¼ Sharps (vrtání 0,45 palce, 120 grains střelného prachu, 3¼ palce dlouhá nábojnice. Jindy tři čísla označují vrtání (kalibr), náplň (grains) a váhu střely (grains). Příkladem je náboj 45-70-500 Government.
Často označení také reflektuje společnost nebo osobu, která náboj standardizovala, jako .30 Newton.

## Náboje s okrajovým zápalem
Z dnes používaných se jedná především o:
- 6 mm Flobert
- .22 Short
- 9mm Flobert
- .22 Long Rifle (.22 LR)
- .22 Winchester Magnum Rimfire (.22 WMR)

## Náboje se středovým zápalem pro krátké zbraně
Tyto náboje se dělí na náboje revolverové a pistolové přičemž existují pistole používající revolverové náboje (s okrajem) a revolvery na pistolové střelivo (s drážkou). Stejně tak existují krátké zbraně v typicky puškových rážích a pušky konstruované pro pistolové a revolverové náboje.
Z dnes používaných se jedná především o:
- 6,35 mm Browning
- 7,62 × 25 mm Tokarev
- 7,65 Browning / .32 Auto
- .32 S&W Long
- 9 mm Browning kurz
- 9 × 19 mm Luger
- 9 × 21IMI
- 9 × 18 mm Makarov
- .40 S&W
- 10 mm Auto
- .38 Special
- .357 Magnum
- .44 Magnum
- .45 ACP
- .500 S&W Magnum

Výše uvedený seznam neobsahuje náboje historické, náboje méně rozšířené a náboje soukromé (wildcaty).

## Možnost legálního nabývání a držení střeliva podle platných zákonů v ČR
Zákon 119/2002sb. dělí střelivo na
- střelivo zakázané – ve smyslu zákona o zbraních možnost nákupu pouze na výjimku, jinak zakázané.
- střelivo na zbrojní průkaz – ve smyslu zákona o zbraních možnost nákupu držitelům zbrojního průkazu nebo zbrojní licence. Zákon stanoví další omezení podle konkrétní skupiny zbrojního průkazu, případně pro speciální případy.
- střelivo volně prodejné – fyzickým osobám starším 18 let způsobilým k právním úkonům.

## Výklad některých pojmů v souvislosti se střelivem
Citace z přílohy zákona 119/2002 sb.
- Střelivo – souhrnné označení nábojů, nábojek a střel do střelných zbraní.

- Střelivo přebíjené – střelivo, které využívá již použitých nábojnic.

- Střelivo zkušební – střelivo, určené pro úřední přezkušování zbraní podle zvláštního právního předpisu.

- Neaktivní střelivo a munice – střelivo a munice, které neobsahují výbušniny ani jiné aktivní muniční náplně. Zahrnuje delaborované střelivo a munici, znehodnocené střelivo a munici, řez střeliva a munice a maketu střeliva a munice.

- Střela – předmět vystřelený ze střelné zbraně, určený k zasažení cíle nebo vyvolání jiného efektu.

- Jednotná střela – těleso, určené k zasažení cíle nebo vyvolání jiného efektu, které se po opuštění hlavně nerozdělí.

- Hromadná střela – těleso nebo látka ve skupenství tuhém, kapalném nebo plynném, určená k zasažení cíle nebo vyvolání jiného efektu, která se po opuštění hlavně rozdělí.

- Průbojná střela – jednotná střela, která je tvořena materiálem tvrdším než 250 HB – tvrdost podle Brinella, nebo střela, která je laborována do střeliva, které svou konstrukcí nebo energií střely vykazuje průbojný účinek; zpravidla má střelivo průbojnou střelu s kombinovaným účinkem, určenou pro vojenské nebo speciální účely.

- Výbušná střela – složená plášťová střela obsahující výbušnou slož, která po nárazu exploduje.

- Zápalná střela – složená plášťová střela obsahující zápalnou slož, která se po styku se vzduchem nebo po nárazu vznítí.

- Šoková střela – jednotná střela, se špičkou ve tvaru komolého kužele, který je na vrcholu opatřen otevřenou válcovou dutinou, do které zasahuje část olověného jádra tvaru komolého kužele, plášť je na okrajích podélně naříznut.

- Náboj – celek určený ke vkládání (nabíjení) do palné zbraně, signální zbraně nebo zvláštní zbraně, skládá se z nábojnice, zápalky nebo zápalkové slože, výmetné náplně a střely.

- Nábojka – celek určený ke vkládání (nabíjení) do expanzní zbraně, expanzního přístroje nebo zvláštní zbraně, skládá se z nábojnice, zápalky nebo zápalkové slože, může obsahovat výmetnou náplň, granule nebo chemickou dráždivou látku.

- Znehodnocené střelivo a munice – střelivo a munice, na kterých byly provedeny nevratné úpravy znemožňující jejich původní funkci. Znehodnocené střelivo a munice se identifikuje podle zvláštního právního předpisu.

- Řez střeliva a munice – řez střeliva a munice vyrobený pro školní a výcvikové účely ozbrojených složek zbavený výbušnin a jiných aktivních muničních náplní, na kterém byly provedeny úpravy odkrývající alespoň částečně vnitřní konstrukci střeliva nebo munice včetně náhradních (inertních) náplní. Řez střeliva a munice se identifikuje podle zvláštního právního předpisu.

- Delaborované střelivo a munice – střelivo a munice zbavené výbušnin a jiných aktivních muničních náplní, neoznačené podle zvláštního právního předpisu.

- Maketa střeliva a munice – střelivo a munice tvarově a rozměrově shodné s originální předlohou neobsahující výbušniny nebo jiné aktivní muniční náplně, přičemž mohou být vyrobeny z jiného (nestandardního) materiálu a mohou obsahovat náplně vyrobené z náhradního (inertního) materiálu. Zahrnuje civilní nebo vojenské školní střelivo nebo munici určené pro výcvik nebo školení.

- Cvičný náboj – náboj určený k akustické a světelné imitaci ostré střelby.